# Pinguicula rectifolia
Pinguicula rectifolia este o specie de plante carnivore din genul Pinguicula, familia Lentibulariaceae, ordinul Lamiales, descrisă de F. Speta și Amp; F. Fuchs. Conform Catalogue of Life specia Pinguicula rectifolia nu are subspecii cunoscute.